# Быркинская писаница
Быркинская пи́саница (Бырка) — уникальные древние наскальные рисунки, обнаруженные в Приаргунском районе, на перевале между ключами Ноготуй и Дровяной.

## История открытия и исследования
Памятник с писаницами был открыт в 1983 году и подробно изучен А. И. Мазиным. Рисунки выявлены на 20 плоскостях гранитного останца длиной 200 м и высотой до 30 м.
Под плоскостями 19 и 20 выявлен жертвенник, культурных горизонтах которых были обнаружены фрагменты керамики, железные и каменные наконечники стрел, каменный инвентарь, нож из бивня мамонта, 2 предмета, куски охры.

## Описание памятника
Всего было выявлено 20 плоскостей с изображениями. А. И. Мазин датирует изображения широким хронологическим диапазоном, от эпохи палеолита до эпохи бронзового века (XII тыс. до н. э. — I тыс. до. н. э.). Рисунки выполнены красной и бордовой охрой. Разделяется на шесть стилистико-хронологических групп:
Группа I — профильные изображения бизонов;
Группы II — два изображения носорога;
Группа III — округлые пятна, круги, вертикальные сплошные линии, изображение оленя;
Группа IV — животные с параболоидными головами, зооантропоморфные и антропоморфные фигурки, преследующие животных;
Группа V — сплошные линии, аморфные пятна с отростками, окружности, антропоморфные фигурки, выполненные в профиль, и животные с параболоидными головами, массивными туловищами;
Группа VI — аморфные пятна, сплошные линии, окружности, антропоморфные фигурки, выполненные в традиционной манере (некоторые без рук), стилизованные изображения птиц и животных, три пятна и две линии окружности

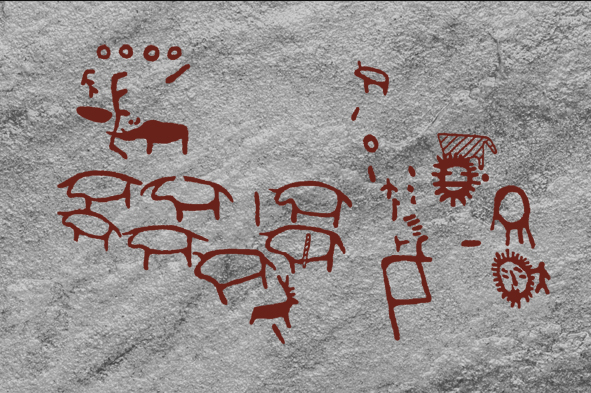
Основное панно

## Дискуссия
Относительно палеолитического возраста рисунков Быркинской писаницы существует дискуссия. А. А. Формозов допускал, что А. И. Мазин ошибочно принял изображение фантастического ящера за фигуру носорога. М. В. Константинов утверждает, что рисунки носорогов — это наложенные друг на друга бизоны. В. И. Молодин и Д. В. Черемисин полагают, что А. И. Мазин точно идентифицировал изображения носорогов, однако фигуры бизонов возможно оспорить. В. А. Цыбиктаров и И. А. Пономарева считают верной трактовку А. И. Мазина относительно фигур носорогов и бизонов.

## Современное состояние
На данный момент этот уникальный памятник практически полностью разрушен вандалами.

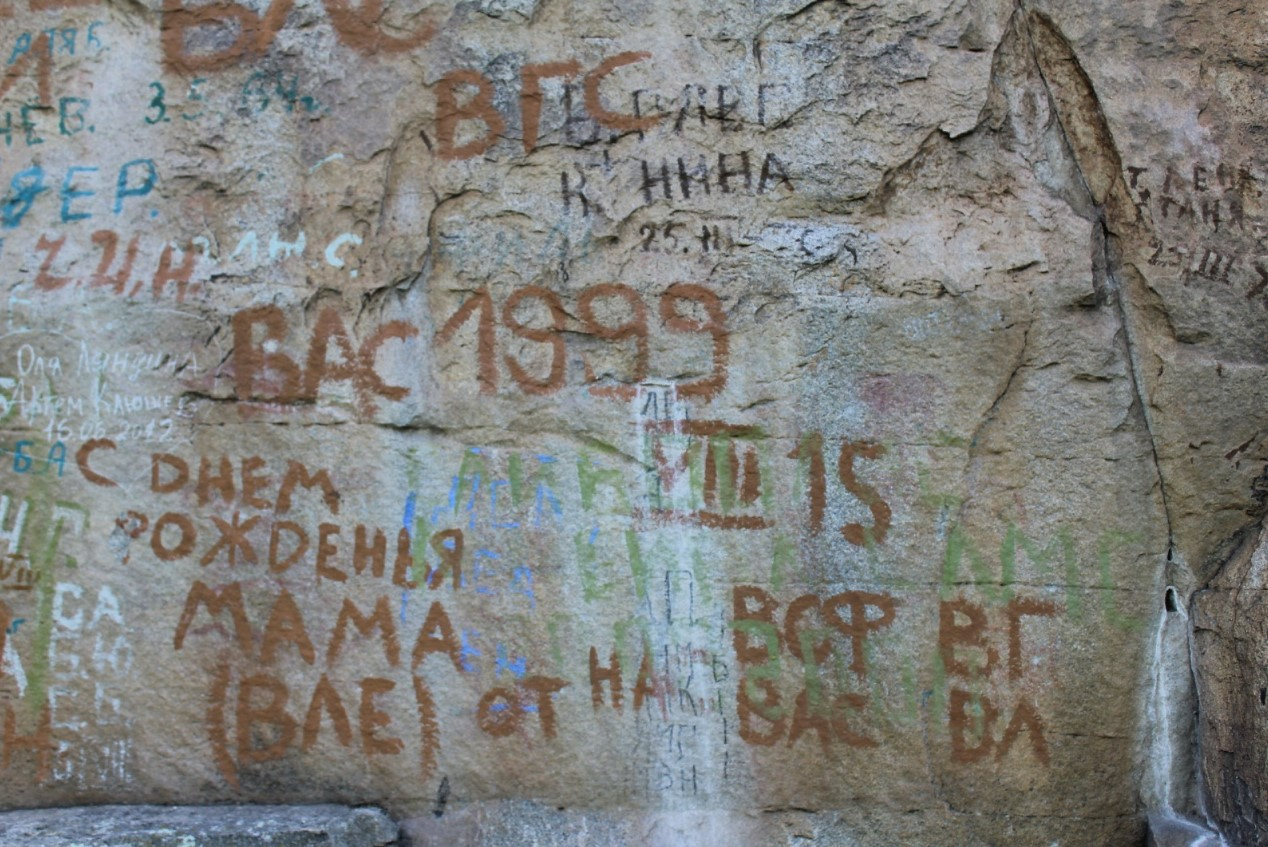
Современный вид на панно